# Antonow A-9
Die Antonow A-9 ist ein vom sowjetischen OKB Antonow konstruiertes Segelflugzeug. Es flog erstmals 1949.

## Entwicklung und Einsatz
Anfang der 1950er Jahre machte der Typ durch einige besondere Leistungen auf sich aufmerksam. So flog Wjatscheslaw Jefimenko am 6. Juni 1952 mit 636,8 km einen neuen Weltrekord im Zielstreckenflug.
Aus der A-9 wurde auch ein Zweisitzer abgeleitet, die Antonow A-10. Dieser Typ war 30 cm länger und besaß ein größeres Leitwerk. Am 26. Mai 1953 erreichte Wiktor Iltschenko mit der A-10 mit 829,8 km in 9 h 11 min einen neuen Weltrekord im freien Streckenflug, wofür ihm die Lilienthal-Medaille der FAI verliehen wurde.

## Aufbau
Der Rumpf beider Typen besaß einen ovalen Querschnitt. Die Vollsicht-Cockpithaube war aus Glas gefertigt. Der Tragflügel besaß Spoiler. Das Fahrwerk bestand aus einem festen Hauptrad und einen Schleifsporn am Heck. Die Flügelenden waren durch Scheuerleisten geschützt.

## Technische Daten
| Kenngröße            | Daten (A-9)    | Daten (A-9bis) | Daten (A-10) |
| -------------------- | -------------- | -------------- | ------------ |
| Besatzung            | 1              | 1              | 2            |
| Länge                | 6,40 m         | 6,40 m         | 6,80 m       |
| Spannweite           | 16,25 m        | 16,50 m        | 16,24 m      |
| Höhe                 | 1,49 m         | 1,49 m         | 1,49 m       |
| Flügelfläche         | 13,50 m²       | 12,15 m²       | 13,46 m²     |
| Flügelstreckung      | 19,60          | 22,41          | 19,59 m      |
| Landegeschwindigkeit | 70 km/h        |                |              |
| Gleitzahl            | 28 bei 95 km/h | 32             | 30           |
| geringstes Sinken    | 0,85 m/s       | 0,65 m/s       | 0,87 m/s     |
| Rüstmasse            | 360 kg         | 320 kg         | 327 kg       |
| Zuladung             | 90 kg          | 100 kg         | 164 kg       |
| max. Startmasse      | 450 kg         | 420 kg         | 491 kg       |
| Flächenbelastung     | 30,46 kg/m²    | 34,56 kg/m²    | 36,48 kg/m²  |